# Provertex nepalensis
Provertex nepalensis är en kvalsterart som beskrevs av Piffl 1971. Provertex nepalensis ingår i släktet Provertex och familjen Scutoverticidae. Inga underarter finns listade i Catalogue of Life.